# ۹ نوامبر
۹ نوامبر سیصد و سیزدهمین (در سال‌های کبیسه سیصد و چهاردهمین) روز سال در گاه‌شماری میلادی است. ۵۲ روز تا پایان سال باقی‌است.

## رویدادها
- ۱۵۲۰ - بیش از ۵۰ نفر در حادثه حمام خون استکهلم به دست سربازان دانمارکی اعدام شدند.
- ۱۷۹۹ - با کودتای ناپلئون بوناپارت حاکمیت دیرکتوار بر فرانسه پایان یافت.
- ۱۸۵۷ - آتلانتیک، مجله آمریکایی شروع به چاپ کرد.
- ۱۸۸۷ - پرل هاربر به کنترل ایالات متحده درآمد.
- ۱۹۱۴ - ناو سبک آلمانی اس‌ام‌اس آمدن توسط ناو استرالیایی اچ‌ام‌ای‌اس سیدنی در جزایر کوکوس منهدم شد و خدمه باقیمانده آن به اسارت درآمدند.
- ۱۹۱۸ - با استعفای قیصر ویلهلم دوم از سلطنت در پی انقلاب در آلمان، حاکمیت این کشور به جمهوری تبدیل شد.
- ۱۹۲۳ - با دخالت و سرکوب قوای دولتی و پلیس، کودتای مونیخ با شکست مواجه شد.
- ۱۹۳۷ - قوای ژاپنی شانگهای چین را اشغال کردند.
- ۱۹۵۳ - کامبوج استقلال خود را از فرانسه به دست آورد.
- ۱۹۶۳ - در پی انفجار در معدن میکه در ژاپن در اثر مسمومیت با مونو اکسید کربن ۴۵۸ نفر کشته شدند.
- ۱۹۶۷ - آپولو ۴ فضاپیمای بدون سرنشین به وسیله موشک ساترن ۵ از مرکز فضایی کندی به فضا پرتاب شد.
- ۱۹۶۷ - رولینگ استون، مجله‌ای آمریکایی شروع به نشر کرد.
- ۱۹۸۵ - گری کاسپارف با پیروزی مقابل آناتولی کارپف به عنوان جوان‌ترین فرد به مقام قهرمانی شطرنج جهان رسید.
- ۱۹۸۹ - حکومت کومونیستی آلمان شرقی با گشایش گذرگاه مرزی با آلمان غربی اجازه ورود اتباع خود به این کشور را داد.
- ۱۹۹۳ - پل موستار در شهر موستار بوسنی که در سال ۱۵۵۶ به وسیلهٔ امپراتوری عثمانی ساخته شده بود، در چندین روز بمباران مداوم از سوی توپخانه کروات‌ها در طی جنگ داخلی بوستی تخریب شد.
- ۱۹۹۴ - عنصر دارمشتادیم کشف شد.
- ۱۹۹۸ - مجازات اعدام که پیش از این در بریتانیا برای قتل ملغی شده بود، برای کلیه جرائم نیز لغو شد.
- ۲۰۰۵ - مأموریت فضایی ونوس اکسپرس، فضای پیمای سازمان فضایی اروپا با پرتاب از پایگاه فضایی بایکونور
- ۲۰۰۵ - در اثر حملات انتحاری زنجیره‌ای به سه هتل در امان پایتخت اردن دستکم ۶۰ تن کشته شدند.
- ۲۰۱۲ - در اثر سانحه و انفجار در قطار باری حامل سوخت مایع در شمال میانمار ۲۷ تن کشته و ۸۰ نفر دیگر زخمی شدند.

## زادروزها
- ۹۵۵ - گیئونگ جونگ از گوریو، پادشاه سلسله گوریو از کشور کره
- ۱۸۱۸ - ایوان ترگنیف، نویسنده مشهور روس.
- ۱۸۴۱ - ادوارد هفتم، پادشاه پادشاهی متحده.
- ۱۸۴۷ - کارلو آلبرتو کاستیلیانو، فیزیکدان ایتالیایی
- ۱۸۷۷ ـ اقبال لاهوری، فیلسوف و شاعر هندی.[۱]
- ۱۸۹۰ – راگنار اسکانکه، سیاستمدار و وزیر کار سابق نروژ
- ۱۸۹۷ – ادگار اندرسون، گیاه‌شناس و نسل‌شناس اهل ایالات متحده آمریکا (د. ۱۹۶۹)
- ۱۹۲۰ - آلنوش طریان، فیزیک‌دان ایرانی ملقب به مادر نجوم و بانوی اختر فیزیک ایران.
- ۱۹۲۹ - ایمره کرتس، نویسندهٔ اهل مجارستان و برندهٔ جایزه نوبل ادبیات ۲۰۰۲.
- ۱۹۳۴ - کارل سیگن، اخترشناس و نویسندهٔ آمریکایی.
- ۱۹۶۰ - آندریاس برمه، فوتبالیست آلمانی.
- ۱۹۷۲ - اریک دانی، بازیگر آمریکایی.
- ۱۹۷۴ - آلساندرو دل پیرو، فوتبالیست سرشناس ایتالیایی.
- ۱۹۸۴ - دلتا گودرم، خواننده، پیانیست و هنرپیشه استرالیایی.
- ۱۹۹۷ - مایان السید، بازیگر مصری. [۲]

## درگذشت‌ها
- ۹۵۹ - کنستانتین هفتم، امپراتور بیزانس
- ۱۸۹۳ - پیوتر ایلیچ چایکوفسکی، آهنگساز و موسیقیدان اهل روسیه
- ۱۹۰۱ - قوند آلیشان، کشیش ارمنی
- ۱۹۱۸ - گیوم آپولینر، شاعر، نویسنده و منتقد ادبی فرانسه.
- ۱۹۳۷ - مطلق عبدالخالق، شاعر و روزنامه‌نگار فلسطینی.[۳]
- ۱۹۴۰ - نویل چمبرلین، سیاست‌مدار بریتانیایی و نخست‌وزیر این کشور هنگام آغاز جنگ جهانی دوم
- ۱۹۵۲ - حییم وایزمن، سیاستمدار اسرائیلی.
- ۱۹۵۳ - دیلان تامس، شاعر ویلزی.
- ۱۹۵۳ - ملک عبدالعزیز بن عبدالرحمن آل سعود، بنیان‌گذار عربستان سعودی و چهاردهمین فرمانروا از خاندان آل سعود (ز. ۱۸۷۶)
- ۱۹۶۸ - حسن حُسنی عبدالوهاب، تاریخ‌نگار، سیاستمدار و ادیب تونسی.
- ۱۹۷۶ - صالح سریه، سیاستمدار فلسطینی.[۴]
- ۱۹۷۰ - شارل دوگل، رئیس‌جمهور فرانسه.
- ۱۹۹۱ - ایو مونتان، هنرپیشهٔ فرانسوی.
- ۲۰۰۴ - استیگ لارسن، نویسنده و روزنامه‌نگار سوئدی.

## مناسبت‌ها
- روز مخترعین در کشورهای آلمان، اتریش و سوئیس